# Laval Nugent von Westmeath
Laval Graf Nugent von Westmeath (3 de noviembre de 1777 - 21 de agosto de 1862) fue un soldado irlandés de nacimiento, quien combatió en los ejércitos de Austria y de las Dos Sicilias.

## Biografía
Nacido en Ballynacor, Irlanda, Nugent era el hijo del Conde Michael Anton Nugent von Westmeath, Gobernador de Praga.
En 1793, se unió al Ejército austriaco, convirtiéndose en Coronel en 1807, y Jefe de Estado Mayor del Cuerpo de Ejército del Archiduque Juan de Austria en 1809. En 1813, lideró la campaña contra el Virrey Eugène de Beauharnais, separando unidades francesas en Dalmacia y simultáneamente uniéndose a la flota inglesa, liberando así Croacia, Istria y el Valle del Po. Tomó Cesenatico el 8 de enero de 1814, un mes después Módena y el 9 de marzo Parma. En 1815, durante la guerra austro-napolitana, comandó el ala derecha del Ejército austriaco en Italia, liberando Roma el 30 de abril, y derrotando a Joaquín Murat en la batalla de Ceprano y en la batalla de San Germano.
En 1816, Nugent recibió el título de príncipe por el Papa Pío VII. En 1817, entró al servicio del rey Fernando I de las Dos Sicilias. Contrajo matrimonio con la condesa Giovannina Riario-Sforza quien poseía una propiedad en la pequeña población de Montepeloso (Irsina), en la Basilicata. Después del estallido de la rebelión Carbonaria en 1820, retornó al servicio del Ejército austriaco. En 1848, lideró un Cuerpo de Ejército a las órdenes de Joseph Radetzky von Radetz contra los piamonteses, en el curso de la Primera Guerra de la Independencia Italiana, y también contra la Revolución húngara de 1848. Recibió el título de Mariscal de Campo en 1849.
Nugent murió el 22 de agosto de 1862 en el Castillo de Bosiljevo, en las cercanías de Karlovac, y su cuerpo fue más tarde transferido a un sarcófago en el templo dórico "Paz para el héroe", en Trsat en Rijeka, al lado del sarcófago de su mujer.